# Helen Meany
Pour les articles homonymes, voir Meany.
Helen Meany, née le 15 décembre 1904 à New York et morte le 21 juillet 1991 à Greenwich, est une plongeuse américaine.

## Carrière
Elle dispute les épreuves de plongeon aux Jeux olympiques d'été de 1920 à Paris, de 1924 à Paris et de 1928 à Amsterdam, remportant lors des derniers Jeux la médaille d'or en tremplin.
Elle intègre l'International Swimming Hall of Fame en 1971.